# Jean Couzy
Jean Louis Couzy (Nérac, 9 de julho de 1923 - Maciço do Dévoluy, 3 de novembro de 1958) foi um alpinista amador francês, que realizou em 1955 a primeira do Makalu com 8463 m de altitude, no Himalaia, e participou na expedição francesa ao Annapurna, o primeiro 8000 m da história do alpinismo.

## Cotação
Para "descrever" as dificuldades encontradas na montanha, Jean Couzy interessou-se pela sua cotação assim como pela história do alpinismo, pelo que toma o cargo de uma "crítica alpina" onde são apresentadas as novas ascensões na revista do Clube alpino francês, La Montagne.

## Alpinista
Como Raymond Leininger, também se exercita à varapa na floresta de Fontainebleau onde conhece Marcel Schatz, que virá a ser o seu companheiro de cordada.
Frequentador assíduo das Dolomitas, repete as clássicas e abre mesmo  algumas das primeiras nos Pré-Alpes.

## Cordada Couzy-Desmaison

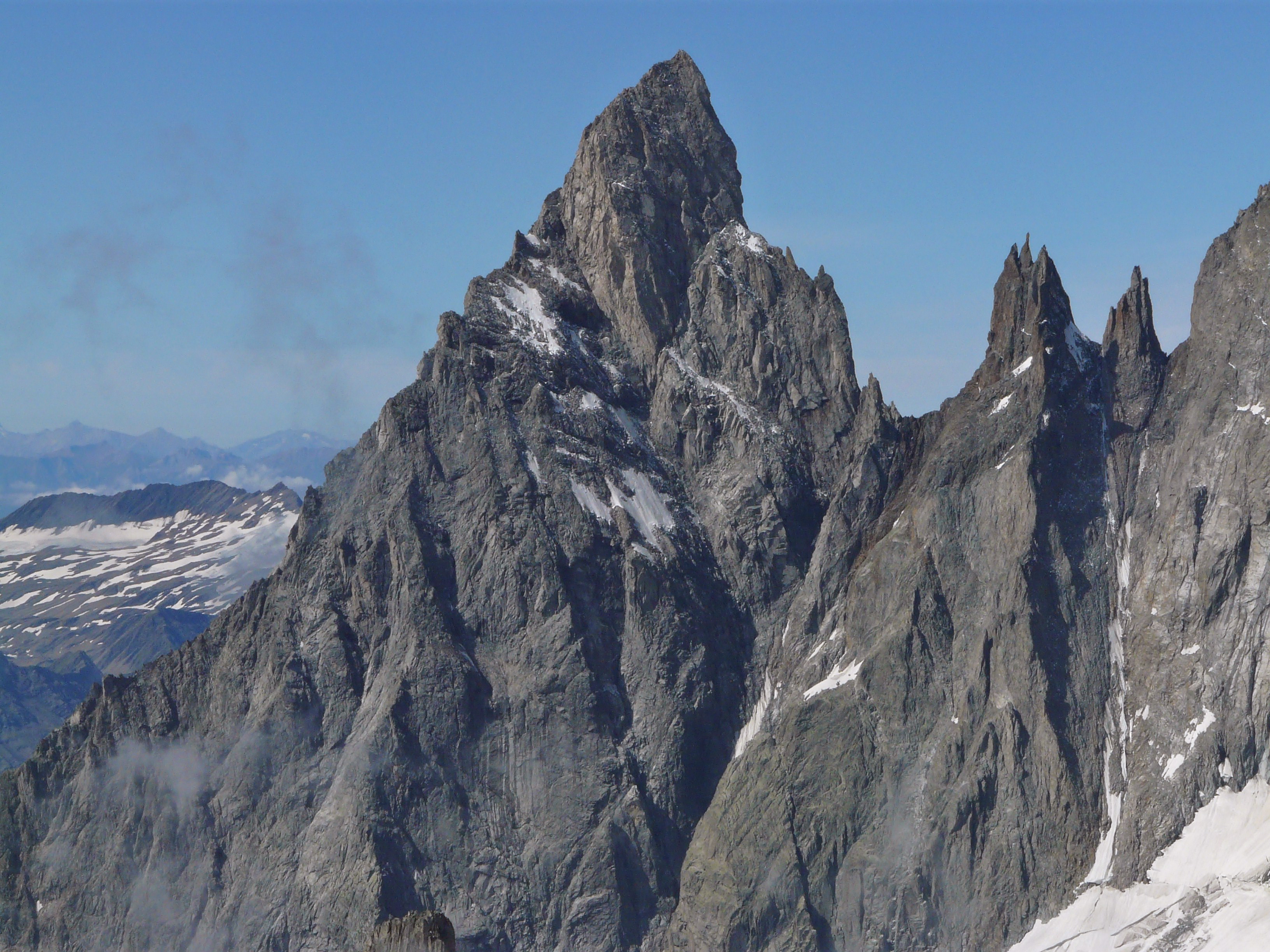
Vertente este da Aiguille Noire de Peuterey com a aresta norte à direita

René Desmaison depois de ter repetido em 1955 com Jean Couzy a face oeste das Drus decidem abrir uma nova via na vertente norte da Aiguille Noire de Peuterey no maciço do Monte Branco.
A partir de 1958 lançam-se ambos nas grandes invernal onde efetuam a célebre face oeste das Drus, e a abertura de uma escalada artificial das  Tre Cime di Lavaredo na Dolomitas para poderem fazer uma diretíssima que haviam imaginado no verão anterior, o que não conseguem fazer, mas em contrapartida fazem uma direta da Cima Grande do Lavaredo.

## Via Couzy
Das três principais pontas da face norte das Grandes Jorasses no Maciço do Monte Branco só a Ponta Marguerite falta fazer, e em agosto decidem fazê-lo. Seria o último sucesso em conjunto, que René Desmaison qualificara de "excecional". Na verdade, Jean Couzy morre a 3 de novembro com a queda de uma pedra quando abria uma via no Maciço do Dévoluy. Em honra do seu amigo, René Desmaison abre em julho de 1959 nas Dolomitas com Pierre Mazeaud, Pierre Kohlmann e Bernard Lagesse a via direta da Cime ovest ou Voie Couzy como ficou conhecida a via que havia imaginado com Jean Couzy numa das Tre Cime di Lavaredo

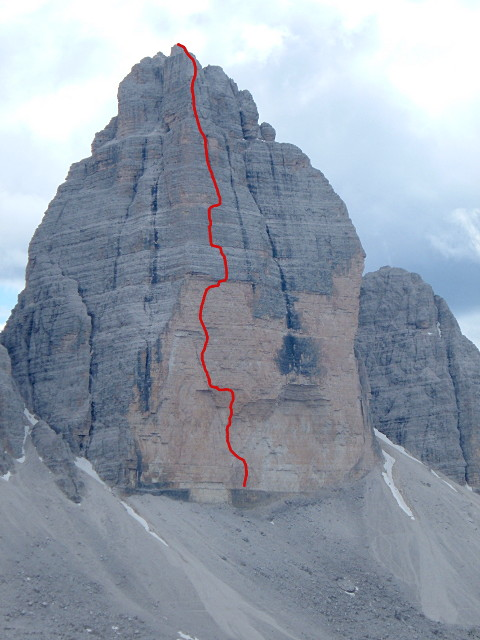
Voie Couzy (a vermelho) na vertente norte da Cime di Lavaredo

## Ascensões
Entre muitas outra assinalam-se;
- 1948; primeira da face norte do Pic des Crabioules nos Pirenéus
- diretíssima da aresta oeste da Torre Trieste nas Dolomitas
- repetição da Ponta Walker na face norte das Grandes Jorasses, maciço do Monte Branco
- 1950; expedição francesa ao Annapurna
- 1954;  com Lionel Terray, primeira ascensão do Chomo Lonzo, com 7796 m, no Himalaia
- 15 de maio de 1955; com Lionel Terray, primeira ascensão do Makalu, com 8463 m, também no Himalaia
- com René Desmaison, quarta ascensão da face oeste das Drus no maciço do Monte Branco
- em 1956 e de novo com René Desmaison, primeira ascensão da aresta norte da Agulha Noire de Peuterey no Monte Branco

## Distinções
Como todos os outros participantes da expedição ao Annapurna, também recebeu o Prix Guy Wildenstein